# Raimondo Montecuccoli (patrouilleur)
Le Raimondo Montecuccoli (pennant number : P432) est un patrouilleur hauturier polyvalent de la Marina Militare italienne, le troisième navire de la classe Thaon di Revel. Il fut baptisé en l'honneur de Raimondo Montecuccoli, un dirigeant, homme politique et écrivain italien du XVIIe siècle. C’est le deuxième navire de la marine italienne à porter ce nom, après le croiseur léger Raimondo Montecuccoli qui a servi dans la Regia Marina pendant la Seconde Guerre mondiale et plus tard comme navire-école dans la marine de la république italienne nouvellement créée.

## Conception
L’armement de base se compose d’un canon avant OTO Melara de 127 mm/64 tirant des munitions Vulcano, d’un canon OTO Melara de 76 mm/62 (sur la plage arrière) de type overdeck, équipé de munitions Davide/Strales avec préparation pour le Vulcano. Également sur la plage arrière, il y a deux canons télécommandées Oto Melara / Oerlikon KBA de 25 mm/80 et deux lance-roquettes ODLS-20 pour les contre-mesures AAW et ASM. L’armement antiaérien et anti-missile principal se compose de 16 missiles MBDA Aster, qui peuvent être lancés à partir d’un système VLS Sylver.
Comme les autres navires de la même classe, le Raimondo Montecuccoli est prévu pour la mise en œuvre d’un système de quatre lanceurs jumeaux pour le lancement de huit missiles antinavires et d’attaque terrestre OTOMAT TESEO Mk 2E. La marine italienne a commandé le nouveau missile lourd MBDA TESEO Mk 2E (TESEO « EVO »), un missile antinavire à longue portée doté également d’une capacité d’attaque terrestre stratégique. Le missile aura une nouvelle « tête » terminale avec un double autodirecteur RF (radiofréquence) et vraisemblablement la capacité d’attaquer des cibles au sol, IIR (Imaging IR). Par rapport à son prédécesseur OTOMAT/TESEO, le TESEO « EVO » MK/2E a une autonomie double (voire plus) de 360 km. L’ancien OTOMAT avait un rayon d’action de 180 km,.
Il est également prévu d’utiliser deux lanceurs de torpilles MU90 Impact de 324 mm.
Le navire est équipé d’un hangar et d’un pont d'envol pour deux hélicoptères NH90 ou AgustaWestland AW101.

## Carrière
Le Raimondo Montecuccoli a été mis en chantier le 8 novembre 2018 par Fincantieri à Muggiano et a été lancé le 13 mars 2021,. Il a été mis en service le 27 septembre 2023.
En 2024 la participation à Noble Raven 24, 27 au 29 août 2024 à l'est d'Okinawa, exercice conjoint qui comprend :
- JDS Izumo, JDS Ōnami, sous-marin, P-1
- HMAS Sydney (DDG 42)
- Bretagne (frégate)
- Baden-Württemberg (F-222), Frankfurt Am Main (A-1412)
- Cavour, Alpino (F594), Raimondo Montecuccoli[7].